# جون هنري توماس
جون هنري توماس (بالإنجليزية: John Henry Thomas)‏ هو ملحن أسترالي، ولد في 24 نوفمبر 1854، وتوفي في 22 فبراير 1928.